# Kaiki Bruno
Kaiki Bruno da Silva (Belo Horizonte, 8 marzo 2003) è un calciatore brasiliano, difensore del Cruzeiro.

## Carriera

### Club
Ha iniziato a giocare a calcio con IMEF e Olimpico prima di entrare nelle giovanili del Cruzeiro nel 2014. Il 1º aprile 2021 ha debuttato in prima squadra contro il Tombense nel Campionato Mineiro.
Il 12 settembre 2022 ha rinnovato il contratto fino al termine del 2024. Il 6 maggio 2023 lo ha esteso di un'ulteriore stagione.
L'8 luglio 2023 ha debuttato in Série A nella trasferta persa 1-0 contro il Vasco da Gama.

### Nazionale
Nel dicembre del 2022 è stato incluso nella rosa brasiliana partecipante al campionato sudamericano Under-20 del 2023, tenutosi in Colombia. Il 23 febbraio si è laureato campione grazie alla vittoria per 2-0 sull'Uruguay. Successivamente ha preso parte anche al campionato mondiale tenutosi in Argentina.

## Statistiche

### Presenze e reti nei club
Statistiche aggiornate al 20 ottobre 2023.
| Stagione        | Squadra         | Campionato      | Campionato | Campionato | Coppe nazionali | Coppe nazionali | Coppe nazionali | Coppe continentali | Coppe continentali | Coppe continentali | Altre coppe | Altre coppe | Altre coppe | Totale | Totale | Totale |
| Stagione        | Squadra         | Comp            | Pres       | Reti       | Comp            | Pres            | Reti            | Comp               | Pres               | Reti               | Comp        | Pres        | Reti        | Pres   | Reti   |        |
| --------------- | --------------- | --------------- | ---------- | ---------- | --------------- | --------------- | --------------- | ------------------ | ------------------ | ------------------ | ----------- | ----------- | ----------- | ------ | ------ | ------ |
| 20231           | Cruzeiro        | M1/MG+B         | 1+0        | 0          | CB              | 2               | 0               |                    | -                  | -                  |             | -           | -           | 3      | 0      |        |
| 2022            | Cruzeiro        | M1/MG+B         | 0+6        | 0          | CB              | 0               | 0               |                    | -                  | -                  |             | -           | -           | 6      | 0      |        |
| 2023            | Cruzeiro        | M1/MG+A         | 5+5        | 0          | CB              | 1               | 0               |                    | -                  | -                  |             | -           | -           | 11     | 0      |        |
| Totale carriera | Totale carriera | Totale carriera | 17         | 0          |                 | 3               | 0               |                    | -                  | -                  |             | -           | -           | 20     | 0      |        |

## Palmarès

### Club

#### Competizioni nazionali
- Campeonato Brasileiro Série B: 1

Cruzeiro: 2022

### Nazionale
- Campionato sudamericano Under-20: 1

Colombia 2023